# Gerardo Bruna
Gerardo Alfredo Bruna Blanco (Ciudad de Mendoza, Argentina; 29 de enero de 1991) es un futbolista argentino. Se desempeña como extremo izquierdo y su equipo actual es Ottawa Fury de la United Soccer League de Estados Unidos.

## Trayectoria
Bruna comenzó en las inferiores del Real Madrid, pero en 2007 pasó a formar parte del equipo juvenil del Liverpool, lo que provocó un gran debate, ya que era considerado como «el Messi del Real Madrid». Según se dijo, el propio director técnico, Rafael Benítez, le ofreció entrenarse con la primera plantilla y jugar en el equipo filial.

## Selección Juvenil

### Selección española
Participó del Campeonato Europeo sub-17 de la UEFA 2008, en donde se coronó campeón.

### Selección argentina
Fue convocado por Sergio Batista para jugar en Francia el Torneo Esperanzas de Toulon de 2009, quedando la Selección de fútbol de Argentina en el tercer lugar.

## Clubes
| Club               | País       | Año            |
| ------------------ | ---------- | -------------- |
| Real Madrid        | España     | 2007           |
| Liverpool          | Inglaterra | 2007-2011      |
| Blackpool FC       | Inglaterra | 2011-2013      |
| S.D Huesca         | España     | 2013-2014      |
| Tranmere Rovers    | Inglaterra | 2014           |
| Accrington Stanley | Inglaterra | 2015           |
| Ottawa Fury        | Canadá     | 2016 - 2018    |
| Derry City         | Irlanda    | 2019 - present |